# Liste der Naturdenkmale in Mockrehna
Die Liste der Naturdenkmale in Mockrehna nennt die Naturdenkmale in Mockrehna im sächsischen Landkreis Nordsachsen.

## Definition
„Gesetz über Naturschutz und Landschaftspflege (BNatSchG), § 28 Naturdenkmäler:
 Naturdenkmäler sind rechtsverbindlich festgesetzte Einzelschöpfungen der Natur oder entsprechende Flächen bis zu fünf Hektar, deren besonderer Schutz erforderlich ist
1. aus wissenschaftlichen, naturgeschichtlichen oder landeskundlichen Gründen oder
2. wegen ihrer Seltenheit, Eigenart oder Schönheit.“

„SächsNatSchG, § 18 Naturdenkmäler (zu § 28 BNatSchG):
1. Die Erklärung nach § 22 Abs. 1 BNatSchG von Teilen von Natur und Landschaft als Naturdenkmal erfolgt durch Rechtsverordnung oder Einzelanordnung.
2. Über § 28 Abs. 1 BNatSchG hinaus können Naturdenkmäler zur Sicherung von Lebensgemeinschaften oder Lebensstätten von im Bestand gefährdeten oder streng geschützten Arten festgesetzt werden.“

## Liste
Link zu einem Kartenansichtstool, um Koordinaten zu setzen.
| Bild                          | Bezeichnung                     | Lage                                          | Beschreibung | Datum | Nummer   |
| ----------------------------- | ------------------------------- | --------------------------------------------- | ------------ | ----- | -------- |
| mehr Fotos \| Fotos hochladen | Steinbruch Kirchberg Wildschütz | Wildschütz (51° 27′ 55,1″ N, 12° 51′ 24,5″ O) |              |       | tdo: 550 |